# Barbara Lewis
Barbara Ann Lewis (* 9. Februar 1943 in Salem, Michigan, USA) ist eine afroamerikanische Sängerin, die hauptsächlich Rhythm and Blues (R&B) interpretierte.

## Musikalische Laufbahn
Barbara Lewis wuchs in ihrem Geburtsort Salem, westlich von Detroit in einer musikalisch geprägten Familie auf. Im nahe gelegenen South Lyon besuchte sie als einzige Schwarze die Highschool. Bereits mit neun Jahren hatte sie angefangen, Lieder zu komponieren, und als Teenager besang sie ihre ersten Schallplatten. Ihr erster Produzent war Ollie McLaughlin, ein schwarzer Radio-Discjockey. Einen ersten lokalen Erfolg hatte Lewis mit dem selbst geschriebenen Titel My Heart Do Dat Da, der 1961 bei der Detroiter Plattenfirma Karen aufgenommen worden war.
McLaughlin sah noch mehr Potenzial in dem Song und erreichte, dass dieser unter dem leicht abgewandelten Titel My Heart Went Do Dat Da bei dem US-weiten Label Atlantic Records zum zweiten Mal veröffentlicht wurde. Obwohl es der Titel auch im zweiten Anlauf nicht in die US-Hitlisten schaffte, behielt Atlantic das Team Lewis/McLaughlin unter Vertrag. 1962, mit der dritten Atlantic-Platte, wurde der angestrebte Erfolg erreicht. Der wieder von Lewis geschriebene Titel Hello Stranger wurde vom Billboard-Magazin in die R&B-Charts und in die Hot 100 aufgenommen, wo er die Bestnotierungen 1 bzw. 3 erreichte. Bis 1967 konnte sich Lewis regelmäßig in den US-Hitlisten platzieren. Mit den 1965er Titeln Baby I'm Yours (Hot 100 11. / R&B 5.) und Make Me Your Baby (11. / 9.) kam sie noch einmal auf vordere Ränge. McLaughlin blieb während ihrer gesamten Plattenkarriere ihr Produzent, auch als 1970 der Plattenvertrag mit Atlantic auslief. Die letzte gemeinsame Single erschien 1972 mit den Titeln Rock & Roll Lullaby und I’m So Thankful auf Reprise Records.
1974 zog sich Lewis aus dem Musikgeschäft zurück. Sie pendelte zwischen einem eigenen Juweliergeschäft und einer Sicherheitsfirma, ohne dass sie jemand als die einst erfolgreiche Sängerin erkannte. Obwohl sie in Interviews versicherte, ihrem bisherigen Leben nicht hinterherzutrauern, begann sie 1993 die alten Kontakte zu reaktivieren und trat über mehrere Jahre hinweg hauptsächlich in Oldieshows auf. Von der Rhythm and Blues Foundation wurde sie 1999 mit dem Pioneer Award ausgezeichnet. 2017 zog sie sich aus gesundheitlichen Gründen endgültig aus dem Showgeschäft zurück.

## Diskografie

### Alben
| Titel                       | Katalog-Nr.       | veröffentl. |
| --------------------------- | ----------------- | ----------- |
| Hello Stranger              | Atlantic 8086     | 7.1963      |
| Snap Your Fingers           | Atlantic 8090     | 1.1964      |
| Baby, I’m Yours             | Atlantic 8110     | 8.1965      |
| It’s Magic                  | Atlantic 8118     | 4.1966      |
| Workin’ on a Groovy Thing   | Atlantic 8173     | 6.1968      |
| The Many Grooves of Barbara | Enterprise 1006   | 1970        |
| The Best of Barbara Lewis   | Atlantic 8268     | 4.1971      |
| Golden Classics             | Collectables 5104 | 1988        |

### Singles
| A/B-Seite                                                     | Katalog-Nr. | veröffentl. |
| ------------------------------------------------------------- | ----------- | ----------- |
|                                                               | Karen       |             |
| My Heart Do Dat Da / The Longest Night of the Year            | 313         | 1961        |
|                                                               | Atlantic    |             |
| My Heart Went Do Dat Da / The Longest Night of the Year       | 2141        | 4.1962      |
| My Mama Told Me / Gonna Love You Till the End of Time         | 2159        | 8.1962      |
| Hello Stranger / Think a Little Sugar                         | 2184        | 3.1963      |
| Straighten Up Your Heart / If You Love Her                    | 2200        | 7.1963      |
| Puppy Love / Snap Your Fingers                                | 2214        | 11.1963     |
| Someday We’re Gonna Love Again / Spend a Little Time          | 2227        | 5.1964      |
| Pushin’ a Good Thing too Far / Come Home                      | 2255        | 10.1964     |
| Baby I’m Yours / I Say Love                                   | 2283        | 3.1965      |
| Make Me Your Baby / Love to Be Loved                          | 2300        | 8.1965      |
| Don’t Forget About Me / It’s Magic                            | 2316        | 1.1966      |
| Make Me Belong to You / Girls Need Loving Care                | 2346        | 7.1966      |
| Baby What Do You Want Me to Do / I Remember the Feeling       | 2361        | 10.1966     |
| I’ll Make Him Love Me / Love Makes The World Go Round         | 2400        | 4.1967      |
| Fool Fool Fool (Look In the Mirror) / Only All the Time       | 2413        | 6.1967      |
| Sho-Nuff (It's Got to Be Your Love) / Thankful For What I Got | 2482        | 2.1968      |
| I’ll Keep Believing / On Bended Knees                         | 2514        | 5.1968      |
| You're A Dream Maker / I’m All You’ve Got                     | 2550        | 8.1968      |
|                                                               | Enterprise  |             |
| Just The Way You Are Today / You Made Me a Woman              | 9012        | 1969        |
| Ask The Lonely / Why Did It Take You So Long?                 | 9027        | 11.1970     |
| That’s The Way I Like It (I Like It That Way) / Anyway        | 9029        | 1970        |
|                                                               | Reprise     |             |
| Rock & Roll Lullaby / I’m So Thankful                         | 1146        | 1972        |

## Chartplatzierungen

### Alben
| Jahr | Titel                             | Höchstplatzierung, Gesamtwochen, AuszeichnungChartplatzierungen (Jahr, Titel, Platzierungen, Wochen, Auszeichnungen, Anmerkungen) | Höchstplatzierung, Gesamtwochen, AuszeichnungChartplatzierungen (Jahr, Titel, Platzierungen, Wochen, Auszeichnungen, Anmerkungen) | Anmerkungen |
| Jahr | Titel                             | US | R&B | Anmerkungen |
| ---- | --------------------------------- | --- | --- | ----------- |
| 1965 | Baby, I’m Yours                   | US118 (7 Wo.)US | R&B7 (5 Wo.)R&B |             |
| 1970 | The Many Grooves of Barbara Lewis | — | R&B46 (4 Wo.)R&B |             |

### Singles
| Jahr | Titel Album                     | Höchstplatzierung, Gesamtwochen, AuszeichnungChartplatzierungen (Jahr, Titel, Album, Platzierungen, Wochen, Auszeichnungen, Anmerkungen) | Höchstplatzierung, Gesamtwochen, AuszeichnungChartplatzierungen (Jahr, Titel, Album, Platzierungen, Wochen, Auszeichnungen, Anmerkungen) | Anmerkungen |
| Jahr | Titel Album                     | US | R&B | Anmerkungen |
| ---- | ------------------------------- | --- | --- | ----------- |
| 1963 | Hello Stranger                  | US3 (14 Wo.)US | R&B1 (14 Wo.)R&B |             |
| 1963 | Straighten Up Your Heart        | US43 (7 Wo.)US | — |             |
| 1963 | Snap Your Fingers               | US71 (5 Wo.)US | R&B21 (8 Wo.)R&B |             |
| 1964 | Puppy Love                      | US38 (12 Wo.)US | R&B14 (12 Wo.)R&B |             |
| 1964 | Someday We’re Gonna Love Again  | — | R&B34 (3 Wo.)R&B |             |
| 1964 | Spend a Little Time             | — | R&B26 (6 Wo.)R&B |             |
| 1964 | Pushin’ a Good Thing Too Far    | — | R&B47 (3 Wo.)R&B |             |
| 1965 | Baby I’m Yours                  | US11 (14 Wo.)US | R&B5 (17 Wo.)R&B |             |
| 1965 | Make Me Your Baby               | US11 (12 Wo.)US | R&B9 (10 Wo.)R&B |             |
| 1966 | Don’t Forget About Me           | US91 (3 Wo.)US | — |             |
| 1966 | Make Me Belong to You           | US28 (8 Wo.)US | R&B36 (5 Wo.)R&B |             |
| 1966 | Baby, What Do You Want Me to Do | US74 (6 Wo.)US | — |             |
| 1967 | I’ll Make Him Love Me           | US72 (5 Wo.)US | — |             |